# Панченко, Алексей Яковлевич
Алексей Яковлевич Панченко (23 марта 1907, Калантаев, Херсонская губерния — 15 октября 1943, Вышгородский район) — красноармеец Рабоче-крестьянской Красной Армии, участник Великой Отечественной войны, Герой Советского Союза (1943).

## Биография
Алексей Панченко родился 23 марта 1907 года в селе Калантаев (ныне в Кировоградской области Украины). После окончания сельской школы работал в колхозе.
В 1930—1933 годах проходил службу в Рабоче-крестьянской Красной Армии. Демобилизовавшись, работал на мебельной фабрике в Прилуках.
В 1943 году Панченко повторно был призван в армию. С сентября того же года — на фронтах Великой Отечественной войны, был стрелком 1318-го стрелкового полка 163-й стрелковой дивизии 38-й армии Воронежского фронта.
Отличился во время битвы за Днепр.
11 октября 1943 года Панченко участвовал в боях на плацдарме на западном берегу Днепра.
В числе первых он ворвался в село Гута-Межигорская Вышгородского района Киевской области Украинской ССР и, уничтожив 2 часовых, захватил вражеский склад боеприпасов.
12 октября во время отражения немецкой контратаки он лично подорвал вражескую огневую точку.
15 октября 1943 года Панченко погиб в бою. Похоронен в Гуте-Межигорской.

## Награды
Указом Президиума Верховного Совета СССР от 29 октября 1943 года за «образцовое выполнение боевых заданий командования и проявленные при этом мужество и героизм» красноармеец Алексей Панченко посмертно был удостоен высокого звания Героя Советского Союза. Также посмертно был награждён орденом Ленина.